# Bitva u Abárzuzy
Bitva u Abárzuzy byla jednou z bitev třetí karlistické války odehrávající se u vesnice Abárzuza ve dnech 25. až 27. července 1874. Síly generála Torcuata Mendiryho zde drtivě porazily oddíly vládního vojska pod velením generála Manuela Gutiérreze de la Concha; sám generál Gutiérrez v bitvě padl.